# رمي القفازات
«رمي القفازات» (بالإنجليزية: Gloves Off)‏ هي الحلقة الرابعة للموسم الثاني من مسلسل إيه إم سي التلفزيوني الدرامي من الأفضل الاتصال بسول، المسلسل يُعتبر بادئة من مسلسل اختلال ضال. تم بث الحلقة في 7 مارس 2016 على قناة إيه إم سي بالولايات المتحدة. خارج الولايات المتحدة، تم عرض الحلقة لأول مرة على خدمة البث نتفليكس في عدة بلدان.

## الاستقبال

### التقييمات
عند البث، تلقت الحلقة 2.20 مليون مشاهد أمريكي، وتصنيف 18-49 من 0.9.

## وصلات خارجية
- «رمي القفازات» على إيه إم سي (بالإنجليزية)
- «رمي القفازات» على قاعدة بيانات الأفلام على الإنترنت (بالإنجليزية)